# Tarnawatka
Tarnawatka – wieś w Polsce położona w województwie lubelskim, w powiecie tomaszowskim, w gminie Tarnawatka. Przez miejscowość przebiega droga krajowa nr 17.
| SIMC    | Nazwa    | Rodzaj    |
| ------- | -------- | --------- |
| 0901157 | Pucharki | część wsi |

W latach 1975–1998 miejscowość administracyjnie należała do województwa zamojskiego.
Wieś jest sołectwem, siedzibą gminy Tarnawatka. Według Narodowego Spisu Powszechnego z roku 2011 wieś liczyła 941 mieszkańców.
Wieś jest siedzibą rzymskokatolickiej parafii Świętych Apostołów Piotra i Pawła.

## Historia
Wieś Tarnawatka została założona na prawie wołoskim pod koniec XV lub na początku XVI wieku. Początkowo należała do starostwa bełskiego, z czasem utworzono odrębne starostwo tarnawackie. W 1864 w wyniku ukazu cara Aleksandra II Romanowa przeprowadzono uwłaszczenie włościan w Królestwie Polskim. Na jego mocy mieszkańcy wsi stali się właścicielami posiadanej ziemi i budynków. Ziemia folwarczna pozostała nadal własnością rodziny Dzieduszyckich, a w 1900 r. została sprzedana Tyszkiewiczom. Ostatecznie przeszła na własność Skarbu Państwa na mocy dekretu PKWN z 1944 roku.
W czasie okupacji niemieckiej, w Tarnawatce rozstrzelanych zostało 7 osób. 

## Zabytki
- We wsi znajduje się wybudowana w 1890 r. według projektu arch. Syczugowa dawna prawosławna cerkiew parafialna, od 1921 kościół parafialny rzymskokatolicki pod wezwaniem śś. Piotra i Pawła[12].
- Na dawnym cmentarzu cerkiewnym można odnaleźć kilka nagrobków pochodzących z XIX w.
- Dawny zajazd z pierwszej połowy XIX w. usytuowany przy drodze krajowej nr 17

## Sport
W Tarnawatce funkcjonuje Gminny Klub Sportowy Tarnawatka – amatorski klub piłkarski, założony w 1990 roku. Obecnie drużyna seniorów gra w grupie II zamojskiej klasy A. GKS Tarnawatka rozgrywa mecze na stadionie sportowym znajdującym się w Wieprzowie Tarnawackim, o pojemności 200 widzów.

## Związani z Tarnawatką
- Jan Tyszkiewicz – polski kompozytor i dziennikarz radiowy, współpracownik Rozgłośni Polskiej Radia Wolna Europa,
- Mieczysław Kosz – pianista i kompozytor jazzowy,
- Piotr Ohryzko – duchowny prawosławny, święty,
- Irena Matuszkiewicz – polska polonistka, dziennikarka i pisarka. Autorka kilkunastu powieści, głównie literatury kobiecej i kryminalnej,
- Józef Kuczmaszewski – polski naukowiec i inżynier, profesor nauk technicznych, rektor Politechniki Lubelskiej.